# Das fünfte Zeichen
Das fünfte Zeichen (Originaltitel Marekors) ist ein Kriminalroman des norwegischen Autors Jo Nesbø aus dem Jahr 2006. Es ist der fünfte Teil der Harry-Hole-Serie.

## Handlung
Nachdem Harry Hole in Die Fährte herausfand, dass sein Kollege Tom Waaler unter der Identität des Prinzen einen Waffen-Schmugglerring in Oslo anführt und seine damalige Kollegin Ellen töten ließ, flüchtet er sich weiter in seine Alkoholsucht, da es ihm nicht gelingt, Waaler dessen Verbrechen nachzuweisen. Sein Vorgesetzter Møller bereitet daraufhin schon die Entlassungspapiere Harrys vor, als eine junge Frau, der ein Zeigefinger abgetrennt wurde, ermordet aufgefunden wird.
Harry Hole und seine Partnerin Beate Lønn werden dem Ermittlungsteam unter Leitung von Tom Waaler zugewiesen. Als weitere Morde geschehen, finden Harry und Beate neben dem jeweils abgetrennten Finger weitere Gemeinsamkeiten wie einen jeweils hinterlassenen kleinen Diamanten sowie die Bedeutung der Zahl 5 und des Pentagramms. Als erster wahrscheinlicher Täter gilt der Sohn der Person, die ein Haus genau auf dem noch fehlenden geometrischen Punkt eines Pentagramms über Oslo bewohnt, Sven Sivertsen. Tom Waaler verhaftet Sivertsen, auch wenn die anwesende Beate Lønn sich nicht des Eindrucks erwehren kann, dass Waaler ihn lieber erschossen hätte.
Nachdem Tom Waaler herausfindet, dass Harry Ermittlungen über ihn anstellt, versucht er, ihn anzuwerben und verweist auf die schwebende Entlassung Harrys aus dem Polizeidienst und dessen offensichtlichen Alkoholismus. Als Treuetest fordert er von Harry, dass dieser Sivertsen im Gefängnis vergiften soll. Die Vergiftung soll wie ein Selbstmord erscheinen.
Aufgrund Beates Schilderung der Festnahme Sivertsens ahnt Harry, dass Waaler erneut einen Zeugen seiner Machenschaften beseitigen wollte. Mittels einer Täuschung gelingt es Harry, Sivertsen dazu zu bringen, als Zeuge gegen Waaler auszusagen, für welchen er jahrelang Waffen geschmuggelt hat. Sivertsen überzeugt Harry im Gegenzug von seiner Unschuld bezüglich der aktuellen Mordfälle und wird von diesem aus dem Gefängnis gebracht und versteckt. Harry hat mittlerweile einen neuen Verdächtigen, den er kurz nach dem fünften Mord stellen kann. Nachdem der Täter Selbstmord begangen hat, hofft Harry, dass sich sein Leben wieder in geregelte Bahnen lenken lässt.
Tom Waaler allerdings fürchtet nun, dass Harry ihn tatsächlich zur Strecke bringen könnte und entführt Oleg, den Sohn seiner Freundin Rakel Fauke, für den Harry eine Art Ersatzvater ist. Beim von Waaler erzwungenen Treffen kann Harry letztendlich Waaler doch überwältigen und letzterer wird getötet.
Im Anschluss fordert Harry Rakel auf, einen Schlussstrich zu ziehen, da es nicht die Frage sei, ob sie es ohne ihn schaffe, sondern mit ihm, wobei er wohl auf seine Arbeit als Polizist und seinen Alkoholismus anspielt. Nach der Lösung des Falls und der Aufdeckung der geheimen Identität Waalers sowie einer Vereinigung korrupter Polizisten, bittet der Kriminaldirektor Harry mit den Worten, er werde die Kündigung nicht unterschreiben, im Polizeidienst zu bleiben.

## Ausgaben
Die norwegische Originalausgabe erschien 2003 unter dem Titel Marekors im Verlag Aschehoug & Co (ISBN 978-82-03-19413-9). Die deutsche Ausgabe wurde 2006 unter dem Titel Das fünfte Zeichen im Claassen-Verlag (ISBN 978-3-546-00397-1) in Übersetzung von Günther Frauenlob veröffentlicht. Die Übersetzung wurde dabei als "makellos" gelobt.
Darüber hinaus wurden von dem Roman auch zwei Hörbücher von Hörbuch Hamburg (2006) und Audio Media (2011) sowie ein E-Book von Ullstein eBooks veröffentlicht.

## Rezensionen
„So ausgeklügelt wie Nesbö seine Morde konstruieren kann, darf sich der Krimigourmet wieder einmal alle Finger ablecken. Es gehört mit zu dem besten, was in diesem Jahr auf den Deutschen Krimimarkt gekommen ist, wie der Autor schließlich sogar den aktuellen Fall und den alten Fall, an dem Harry Hole seelisch zu zerbrechen droht, miteinander verknüpfen kann, ohne dabei zu sehr aufgesetzte Zufälle zu bemühen. Erdiges Handwerk präsentiert hier Jo Nesbö. Obwohl es sich inzwischen ausgemankellt haben dürfte und der skandinavische Krimi in den Regalen der Buchhandlungen tendenziell auf dem Rückmarsch ist (der für 2007 angekündigte nächste Wallander-Roman kann dies wieder umkehren) setzt der Norweger Jo Nesbö nach den hochwertigen Vorgängerromanen auch mit seinem Roman Das fünfte Zeichen ein absolutes Glanzlicht.“

„Wer depressive Typen wie Henning Mankells Kommissar Wallander satt hat, der findet bei Nesbø einen sympathischen und trotz seines Alkoholproblems überzeugenden Helden mit hypnotischer Anziehungskraft. Dabei ist das Buch so spannend und überzeugend geschrieben, dass der Rezensent beim Nachschenken seinen beruhigenden Salbeitee versehentlich auf die Tischplatte goss, weil ihn der Text gefangen hielt.“

„Der Norweger Jo Nesbø ist ein Meister darin, Spannung aufzubauen und zu halten. Liegt es daran, dass der Mann nicht nur vom Schreiben, sondern auch von Ökonomie und Musik etwas versteht? „Das fünfte Zeichen“, der fünfte Roman mit Harry Hole, dem Ermittler mit mehr als einem Problem, ist hervorragend geschrieben und makellos übersetzt von Günther Frauenlob. [...] Aber es ist nicht die blutrünstige Auflösung des Falls, sondern die Sprache des Autors, die den Leser verfolgt und ihm den Schlaf raubt.“